# マリユドゥの滝
マリユドゥの滝（マリユドゥのたき）は、沖縄県八重山郡竹富町の西表島を流れる浦内川にある滝である。日本の滝百選に選ばれている。

## 概要
浦内川は、西表島中央部の山地に源を発する沖縄県最長の河川で、マリユドゥの滝はその中上流部に位置する。落差は約16mとそれほど大きくないが、2段に分かれており、長径130m、短径80mの楕円形の滝壺を持つ。西表島の他の滝と同様、崖は砂岩層である。
上流250mほどの所にカンピレーの滝があり、ともに西表島の代表的な観光地となっている。

## 名称
「マリ」（mari）は「丸い」、「ユドゥ」（yudu）は「淀」の意味で、元来は滝ではなく、滝壺の名前である。「マリ」は「マーリ」のことで、廻るという意味であり、滝壺に落ちた水が廻ることに由来するともいう。カンピレーの滝のさらに上流には、長さ約4kmの淀みがあり、マリユドゥに対して、ナーユドゥ（長い淀の意味）と呼ばれる。
マリユドの滝、マリウドゥの滝、マリウドの滝、マリュドウの滝、マリュドゥの滝、マリュードの滝等の様々な表記がされるが、元来は4拍（モーラ）であり、マリュードの滝等の表記は正しくないとされる。

## 自然
自然景観に優れ、自然休養林に設定されている。滝の周囲には木生シダが林立している。
浦内川はマリユドゥの滝の直下まで至る長大な汽水域を有しており、約400種に及ぶ魚類が生息する魚類の宝庫である。このうち、日本では西表島のみに生息するウラウチフエダイをはじめ、シミズシマイサキ、ヨコシマイサキ、ニセシマイサキ、カワボラの5種は、汽水域上端からマリユドゥの滝に至る1.5kmの淡水域を主な生息地としている。2015年には、渇水対策のために、マリユドゥの滝下流に取水用の送水管が設置されており、環境への影響を懸念する声がある。滝壺にはウナギ、テナガエビ、コイメジロ等が住む。

## 伝承
この滝を含む浦内川の上流一帯は聖域とされてきた。1727年（享保12年）の『八重山島諸記帳』によれば当時は稲葉院と呼ばれており、若夏（旧暦4月-5月）には火気や飲食は厳禁とされ、被り物は脱ぐことが定められていた。
滝壺には水鯖（みずさば）という怪物がいて、酉の日と寅の日に人が近づくと水面に現れて暴れ回り、これを見た人は高熱を出して死んだという伝承がある。「サバ」は方言で「サメ」を意味するため、「水鯖」は淡水に住むサメのような生物であろうとも考えられている。
滝壺にはワニが住んでいたという伝承もある。このワニは洪水によって河口近くのトゥドゥマリの浜に流され、その後、西表島南西部の外離島、網取、崎山、鹿川に出没したという。「ワニ」は方言で「フカ」（サメ）を意味し、浦内川の汽水域には体長1.5m程のオオメジロザメが多数生息しているため、西表島に複数伝わるワニ伝承のいくつかはこの種であるとする説がある。ワニは東南アジア等から漂着したイリエワニであるとする説もある。

## アクセス
浦内川河口から遊覧船で約8㎞上流の軍艦岩までさかのぼり、そこから続く遊歩道で徒歩約40分のところにある。遊歩道の途中にはこの滝を望む展望台もある。